# Душко Секулић
Душко П. Секулић (Сомбор, 17. јул 1977) је песник и писац кратких прича, аутор три књиге.

## Биографија
Душко Секулић основну школу похађао је у селу Алекса Шантић, крај Сомбора. Завршио је средњу медицинску школу „Др Ружица Рип” у Сомбору 1996. године.Те исте године је уписао медицински факултет који напушта 1999. године и почиње да ради као медицински техничар.
Године 2013. је објавио први блог на soinfo.org порталу. Своју прву књигу Блогов колац је објавио је 2016. године, другу Блог ти помогао 2019. године, и трећу Блогореја 2021. године. Прве две књиге су збирке блогова који су објављивани на порталу soinfo.org. Блогореја је збирка кратких прича која броји 40 кратких прича, настала као резултат дугогодишњег писања блогова. Књигу је издала издавачка кућа ИК Алма из Београда.
Године 2013. је победнио у 80. циклусу телевизијског квиза ТВ Слагалица на РТС-у. Ожењен је, и отац  двоје деце.